# Klathrin

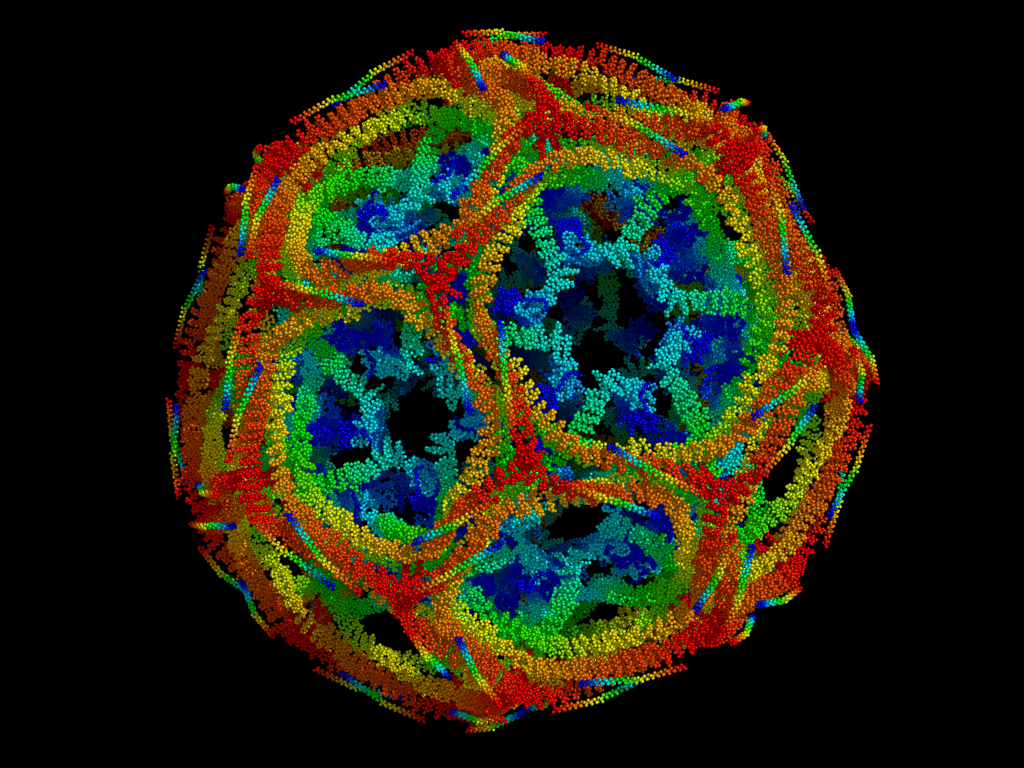
Klatrinový plášť

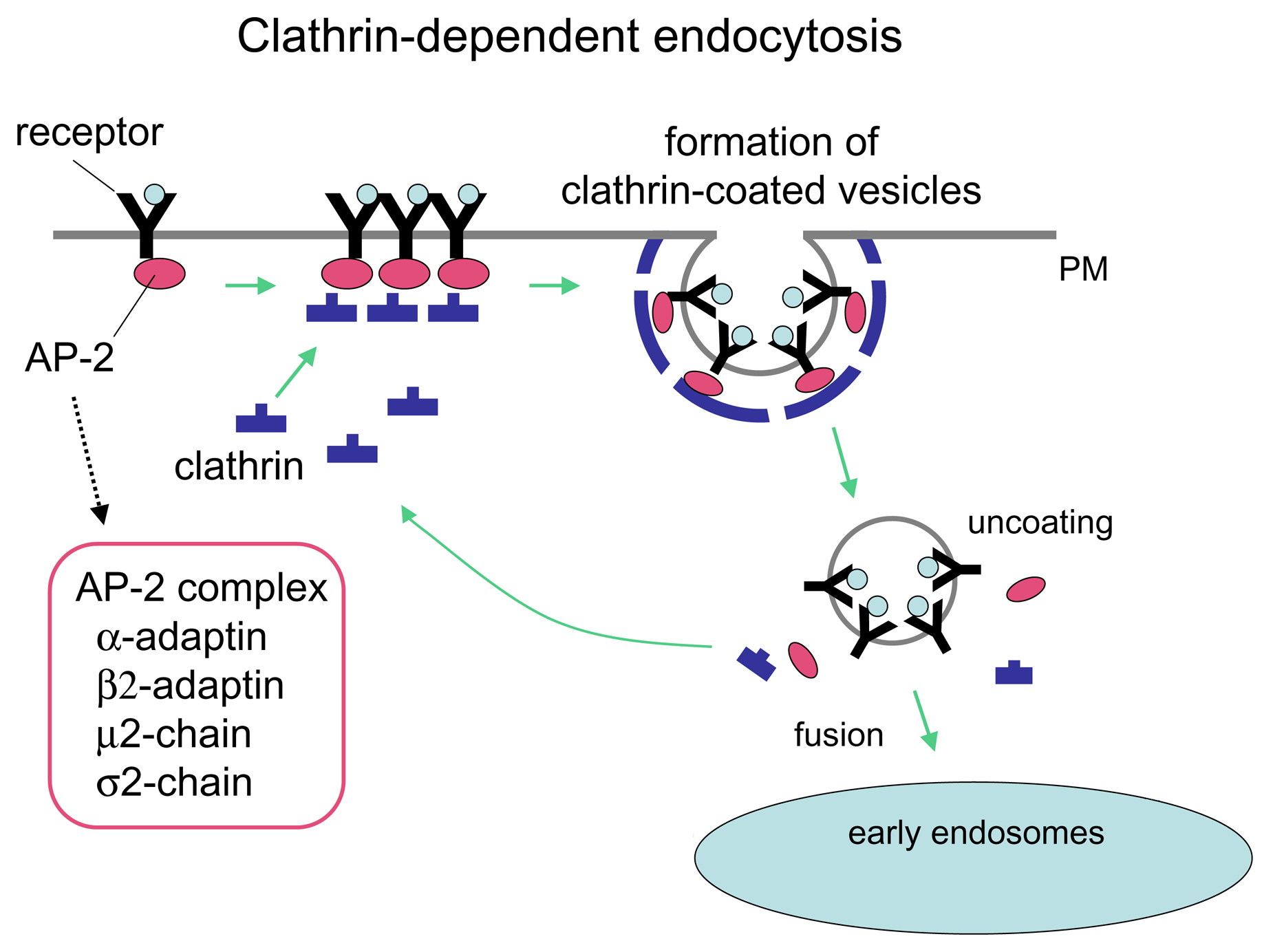
Klathrinový typ endocytózy

Klathrin je protein, který je schopen vytvořit plášť na povrchu v okrscích některých buněčných membrán, což usnadňuje vznik váčků během receptorem zprostředkované endocytózy. Podobnou funkci, ale v jiných membránách, mají další proteinové komplexy (zejména COPI a COPII). Existence klathrinu a podobných proteinů je zcela zásadní pro funkci eukaryotického endomembránového systému, a tak hraje důležitou roli v uvažování o vzniku eukaryotické buňky.

## Stavba
Klathrin je proteinový komplex o velikosti 180 kDa. Skládá se ze tří lehkých a tří těžkých řetězců, které dohromady tvoří trojspirálovitý útvar známý jako triskelion. Tyto triskeliony jsou schopné se propojovat s dalšími triskeliony a vytvářet polyedrické (mnohostěnné) klícky, které obsahují malý okrsek membrány (jakousi dutinu). Mimoto se na klatrinových váčcích vyskytují adaptorové komplexy, jež se vážou na klathrin i na tzv. cargo receptory uvnitř pučícího váčku. Různé typy klathrinových váčků mají odlišné adaptinové komplexy, a proto se liší i nákladem (cargem), jejž jsou schopné přenášet. Po odštěpení váčku (pomocí dynaminů) se klathrinový plášť rozpadne a triskeliony mohou být použity znovu.

## Funkce
Klathrin patří spolu s COPI a COPII mezi tzv. CPC komplexy (coat protein complexes). Umožňuje zejména transport váčků z plazmatické membrány dovnitř buňky a z Golgiho aparátu směrem ven na membránu. Vyskytuje se i na synaptických štěrbinách, kde dochází k splývání váčků s plazmatickou membránou.